# Polyphylla arguta
Polyphylla arguta är en skalbaggsart som beskrevs av Thomas Casey 1914. Polyphylla arguta ingår i släktet Polyphylla och familjen Melolonthidae. Inga underarter finns listade i Catalogue of Life.